# Македонска патриотична организация „Независимост“ (Дюкейн)
Македонската патриотична организация „Независимост“ е секция на Македонската патриотична организация в Дюкейн, Пенсилвания, САЩ. Основана е на 22 април 1922 година като делегат на учредителния конгрес на МПО от нея е изпратен Коста Попов. Организацията поддържа дълги години българско училище, библиотека и клубно помещение. Към нея има народен хор „Родни звуци“, основан и дирижиран от Иван Георгиев.